# Korszowiec
Korszowiec (ukr. Коршовець, Korszoweć) – wieś na Ukrainie, w obwodzie wołyńskim, w rejonie łuckim. W 2001 roku liczyła 352 mieszkańców.
W czasie okupacji niemieckiej mieszkające tutaj polskie małżeństwo Ostrowskich udzielało schronienia 9 Żydom (z których końca wojny doczekało troje, pozostali zostali zamordowani przez ukraińskich nacjonalistów). W 1992 roku Instytut Jad Waszem uhonorował Jana i Marię Ostrowskich tytułami Sprawiedliwych wśród Narodów Świata.